# Dejan Dražić
Dejan Dražić [dejan dražič] (srbskou cyrilicí Дејан Дражић; * 26. září 1995, Sombor) je srbský fotbalový záložník a bývalý mládežnický reprezentant, od července 2022 hráč tureckého mužstva Bodrumspor. Mimo Srbsko působil na klubové úrovni ve Španělsku, na Slovensku, v Polsku a Maďarsku. Nastupuje na pozici křídla, ale může hrát i na postu podhrotového hráče.

## Klubová kariéra
Svoji fotbalovou kariéru začal v bělehradském týmu FK Partizan, kam se po následném působení v mužstvu FK Teleoptik vrátil.

### OFK Bělehrad

#### Sezóna 2013/14
Před sezonou 2013/14 podepsal svůj první profesionální kontrakt a stal se hráčem klubu OFK Bělehrad. Ligový debut v "áčku" tohoto týmu absolvoval v 6. kole hraném 21. září 2013 proti Partizanu (prohra 0:2), na hrací plochu přišel v 68. minutě. Svůj první ligový gól v dresu OFK vstřelil v devátém kole v souboji s mužstvem FK Radnički 1923. Trefil se v 58. minutě, ale prohře 2:3 nezabránil. Následně se dvakrát střelecky prosadil proti klubu FK Jagodina a výraznou měrou se podílel na domácím vítězství 3:2. Počtvrté v ročníku skóroval až 3. 5. 2014 v odvetě s Jagodinou (výhra 2:0), když ve 28. minutě otevřel skóre zápasu.

#### Sezóna 2014/15
Své první dvě ligové branky v sezoně vsítil 4. října 2014 v 8. kole v souboji s týmem FK Donji Srem (výhra 4:0), trefil se v 18. a 48. minutě. Potřetí v ročníku dal gól v sedmém kole proti Partizanu, utkání skončilo remízou 1:1. Následně se střelecky prosadil v souboji hraném 4. 4. 2015 s mužstvem FK Voždovac, když v 58. minutě zvyšoval na konečných 2:0.

#### Sezóna 2015/16
Svůj první a zároveň jediný gól v lize během tohoto ročníku zaznamenal v úvodním kole hraném 19. července 2015 v městském derby proti Crvene zvezde. Prosadil se ve druhé minutě nastavení první půle, ale prohře 2:6 na domácím hřišti nezabránil.

### Celta de Vigo
V srpnu 2015 přestoupil do Španělska, kde podepsal pětiletou smlouvu s klubem Celta de Vigo. Premiéru v La Lize v dresu Celty si odbyl 26. 9. 2015 v 6. kole v souboji s týmem SD Eibar (remíza 1:1), na hřiště přišel v 76. minutě. Během celého tohoto angažmá odehrál šest střetnutí v lize a nastoupil mj. také proti mužstvu FC Barcelona, v ročníku 2017/18 působil v rezervě Celty de Vigo hrající nižší španělskou soutěž.

### Real Valladolid (hostování)
V létě 2016 zamířil kvůli většímu hernímu vytížení na hostování do Realu Valladolid hrajícího tehdy druhou ligu. Své první ligové střetnutí v dresu tohoto klubu absolvoval ve čtvrtém kole hraném 10. září 2016 v souboji s celkem CD Tenerife (prohra 0:1), odehrál 34 minut jako střídající hráč.

### ŠK Slovan Bratislava
V červnu 2018 Celtu opustil a přestoupil na Slovensko do Slovanu Bratislava. S vicemistrem ze sezony 2017/18 Fortuna ligy uzavřel kontrakt na čtyři roky.

#### Sezóna 2018/19
S "belasými" postoupil přes moldavský klub FC Milsami Orhei (výhry 4:2 a 5:0) a tým Balzan FC z Malty (prohra 1:2 a výhra 3:1) do třetího předkola Evropské ligy UEFA 2018/19, v němž Slovan vypadl po výhře 2:1 a prohře 0:4 s rakouským celkem Rapid Vídeň. Svůj ligový debut za "belasé" si připsal 22. 7. 2018 v úvodním kole v souboji s ViOnem Zlaté Moravce – Vráble (výhra 4:1), na hřiště přišel v 75. minutě namísto Borise Cmiljaniće. Poprvé v sezóně skóroval v zápase s mužstvem AS Trenčín (remíza 3:3). Svůj druhý ligový gól v ročníku vstřelil v 10. kole v souboji se Spartakem Trnava, když v 78. minutě dal branku na konečných 2:1. Následně se trefil v zápase s klubem FC DAC 1904 Dunajská Streda (výhra 3:1), když v 62. minutě dal krátce po příchodu na hřiště na 2:1. Se Slovanem získal 14. dubna 2019 po výhře 3:0 nad týmem MŠK Žilina šest kol před koncem sezony mistrovský titul. Počtvrté v ročníku zaznamenal gól v pátém kole nadstavbové části proti mužstvu MFK Ružomberok (výhra 3:2), když v 74. minutě zvyšoval na průběžných 3:1. Svoji pátou branku v sezoně dal při oslavách 100 let od založení klubu ve 30. kole hraném 11. 5. 2019 v odvetném souboji s Žilinou, "belasí" porazili soupeře doma v poměru 6:2. Následně skóroval 18. května 2019 proti Zemplínu Michalovce (remíza 3:3), když v 61. minutě srovnal na 2:2. Posedmé v ročníku vsítil gól v posledním 32. kole v souboji s klubem ŠKF iClinic Sereď (výhra 3:1), když ve čtvrté minutě otevřel skóre utkání.

#### Sezóna 2019/20
Se Slovanem se představil v prvním předkole Ligy mistrů UEFA 2019/2020 proti černohorskému celku FK Sutjeska Nikšić a po vypadnutím s tímto soupeřem byl jeho tým přesunut do předkol Evropské ligy UEFA 2019/2020. V nich Dražić odehrál pouze jedno střetnutí, ale i tak pomohl "belasým" po postupu přes kosovské mužstvo KF Feronikeli (výhry doma 2:1 a venku 2:0), klub Dundalk FC z Irska (výhry doma 1:0 a venku 3:1) a řecký tým PAOK Soluň (výhra doma 1:0 a prohra venku 2:3) k účasti ve skupinové fázi. Se Slovanem byl zařazen do základní skupiny K, kde v konfrontaci s kluby Beşiktaş JK (Turecko), SC Braga (Portugalsko) a Wolverhampton Wanderers FC (Anglie) skončil s "belasými" na třetím místě tabulky a do jarního play-off s nimi nepostoupil. Svoji první branku v ročníku v lize zaznamenal v derby s Trnavou hraném 15. 9. 2019, když v nastavení druhého poločasu zvyšoval na konečných 2:0. Slovan na jaře 2020 obhájil titul z předešlé sezony 2018/19. "Belasí" ve stejném ročníku triumfovali i ve slovenském poháru a získali tak „double“. Dražić se na těchto úspěších částečně podílel.

#### Sezóna 2020/21
Za Slovan odehrál zápas druhého předkola Evropské ligy UEFA 2020/2021 proti finskému týmu Kuopion Palloseura, se kterým po prohře 1:2 po penaltovém rozstřelu společně se svými spoluhráči ze soutěže vypadl. V jarní části ročníku 2020/21 vybojoval Slovan již třetí ligový primát v řadě a Dražić se na tomto úspěchu částečně podílel.

#### Sezóna 2021/22
V prvním předkole Ligy mistrů UEFA 2021/2022 nehrál, jeho spoluhráči po domácím vítězství 2:0 a venkovní prohře 1:2 postoupili přes Shamrock Rovers z Irska. Ve druhém předkole již nastoupil, avšak se Slovanem vypadl se švýcarským mužstvem BSC Young Boys z Bernu (remíza 0:0 doma a prohra 2:3 venku) a byl s ním přesunut do předkol Evropské ligy UEFA 2021/22. V nich nejprve vyřadil s bratislavským klubem gibraltarský celek Lincoln Red Imps FC po venkovním vítězství 3:1 a remíze 1:1 doma, avšak ve čtvrtém předkole - play-off nestačili na Olympiakos Pireus z Řecka (prohra 0:3 venku a remíza 2:2 doma) a do skupinové fáze této soutěže s ním nepostoupil. Se spoluhráči však byli zařazení do základní skupiny F Evropské konferenční ligy UEFA 2021/22, kde v konfrontaci se soupeři: FC Kodaň (Dánsko) - (prohry doma 1:3 a venku 0:2), PAOK Soluň (Řecko) - (remízy venku 1:1 a doma 0:0) a stejně jako v kvalifikaci s Lincolnem Red Imps - (výhry doma 2:0 a venku 4:1) skončili na třetím místě tabulky, což na postup do jarní vyřazovací fáze nestačilo. Dražić v této sezóně pohárové Evropy odehrál osm zápasů.
Poprvé v sezoně a zároveň po návratu do Slovanu se prosadil v pátém ligovém kole, když se trefil v první minutě a podílel se na vítězství 1:0 nad týmem ŠKF Sereď. Svůj druhý ligový gól v ročníku si připsal v souboji s mužstvem FK Senica (výhra 3:0), když ve druhé minutě otevřel skóre zápasu. Potřetí v sezoně skóroval 24. října 2021 proti Tatranu Liptovský Mikuláš (výhra 4:0). Následně vsítil gól v 16. kole v odvetě se Seredí (výhra 2:0), když v 15. minutě otevřel střelecký účet zápasu. V ročníku 2021/22 pomohl svému mateřskému zaměstnavateli částečně již ke čtvrtému titulu v řadě, což Slovan dokázal jako první v historii slovenského fotbalu.

### Zagłębie Lubin (hostování)
V únoru 2020 odešel kvůli většímu hernímu vytížení na hostování ze Slovanu Bratislava do polského celku Zagłębie Lubin. V Lubinu se sešel s trenérem Martinem Ševelou, který ho vedl už ve Slovanu. Ligový debut v dresu Zagłębie zažil ve 24. kole hraném 1. března 2020 proti Śląsku Wrocław (výhra 3:1), odehrál 78 minut. Poprvé v ročníku za Lubin se střelecky prosadil 29. 5. 2020 v souboji s Pogońem Szczecin (výhra 3:0), když v sedmé minutě otevřel skóre zápasu. Svůj druhý gól v sezoně za Zagłębie Lubin dal ve 32. kole proti týmu Arka Gdynia. V létě 2020 se vrátil do Slovanu a řešila se jeho budoucnost.

### Zagłębie Lubin (druhé hostování)
Za "belasé" nastoupil v ročníku 2020/21 pouze k jednomu utkání a v říjnu 2020 se vrátil hostovat do Lubinu. Obnovenou ligovou premiéru za Zagłębie Lubin si odbyl 3. 10. 2020 v šestém kole v souboji s Górnikem Zabrze (výhra 2:0), nastoupil na hrací plochu v 76. minutě. Poprvé po návratu skóroval ve 13. kole proti Śląsku Wrocław (výhra 2:1), když v 61. minutě vyrovnával z penalty na 1:1.

### Budapest Honvéd FC (hostování)
V zimním přestupovém období 2021/22 zamířil na půl roku hostovat ze Slovanu tentokrát do Maďarska do mužstva Budapest Honvéd FC. Svůj první start v lize si zde připsal 5. února 2022 v souboji s klubem Kisvárda FC (prohra 2:3), odehrál celý zápas. S Honvédem bojoval o záchranu v nejvyšší soutěži, která se zdařila. V létě 2022 se na start letní přípravy vrátil do Slovanu Bratislava.

### Bodrumspor
V červenci 2022 Slovan definitivně opustil a odešel na přestup do tureckého týmu Bodrumspor, tehdejšího nováčka tamní druhé ligy.

## Klubové statistiky
Aktuální k 3. srpnu 2022
| Sezona    | Klub                       | Soutěž           | Zápasy | Góly |
| --------- | -------------------------- | ---------------- | ------ | ---- |
| 2013/2014 | OFK Bělehrad               | SuperLiga        | 23     | 4    |
| 2014/2015 | OFK Bělehrad               | SuperLiga        | 26     | 4    |
| 2015/2016 | OFK Bělehrad               | SuperLiga        | 3      | 1    |
| 2015/2016 | Celta de Vigo              | Primera División | 6      | 0    |
| 2016/2017 | Celta de Vigo              | Primera División | 0      | 0    |
| 2016/2017 | Real Valladolid (host.)    | Segunda División | 13     | 0    |
| 2017/2018 | Celta de Vigo              | Primera División | 0      | 0    |
| 2018/2019 | ŠK Slovan Bratislava       | Fortuna liga     | 31     | 7    |
| 2019/2020 | ŠK Slovan Bratislava       | Fortuna liga     | 16     | 1    |
| 2019/2020 | Zagłębie Lubin (host.)     | PKO Ekstraklasa  | 10     | 2    |
| 2020/2021 | ŠK Slovan Bratislava       | Fortuna liga     | 1      | 0    |
| 2020/2021 | Zagłębie Lubin (host.)     | PKO Ekstraklasa  | 22     | 1    |
| 2021/2022 | ŠK Slovan Bratislava       | Fortuna liga     | 14     | 4    |
| 2021/2022 | Budapest Honvéd FC (host.) | OTP Bank liga    | 10     | 0    |
| 2022/2023 | ŠK Slovan Bratislava       | Fortuna liga     | 0      | 0    |
| 2022/2023 | Bodrumspor                 | TFF 1. liga      |        |      |

## Reprezentační kariéra
Dejan Dražić je bývalý mládežnický reprezentant, nastupoval za srbské výběry do 19, 20 a 21 let. S reprezentací U19 se rovněž představil na Mistrovství Evropy hráčů do 19 let.